# 組織風土
組織風土（そしきふうど）とは経営学用語の一つ。組織において表面化されている価値観のことをいう。これは構成員に明示的あるいは黙示的に知覚されている事柄であり、これが構成員の考えや行動や感情に影響を及ぼしている。これは多くは不文律であり、容易に変更することはできない。組織風土というのは企業の経営者や研究者にとっての関心の的となっている事柄であり、どのような組織風土となっているかということが企業の業績に表れているとのこと。